# Wallabia bicolor
Wallabia bicolor е вид бозайник от семейство Кенгурови (Macropodidae), единствен представител на род Wallabia.

## Разпространение
Видът е разпространен в Австралия (Виктория, Куинсланд, Нов Южен Уелс и Южна Австралия).